# كيفين سبيسي
كيفن سبيسي فاولر (بالإنجليزية: Kevin Spacey)‏، حائز على رتبة الإمبراطورية البريطانية. ولد سبيسي في 26 يوليو من عام 1959، ويُعرف باسم كيفن سبيسي؛ ممثل ومنتج ومغنٍ أمريكي. بدأ سبيسي مسيرته المهنية بوظيفة ممثل مسرحي خلال ثمانينيات القرن الماضي، وحصل على أدوار داعمة في السينما والتلفاز. أشاد به النقاد في تسعينيات القرن الماضي، وتُوج بعد الإشادة بأول جائزة أوسكار لأفضل ممثل مساعد عن أحد أفلام الجريمة المشوقة (بأسلوب نوار- جديد) ذا يوجوال سسبيكتس (المشتبه بهم المعتادون) (1995)، وجائزة الأوسكار لأفضل ممثل عن فيلم الدراما المستوحى عن أزمة منتصف العمر بعنوان أميريكان بيوتي (جمال أمريكي) (1999).
شملت أدوار سبيسي الأخرى بطولة فيلم الدراما الكوميدية سويمينغ ويذ شاركس (السباحة مع أسماك القرش) (1994)، وفيلم الإثارة النفسية سيفن (سبعة) (1995)، وفيلم الجريمة بأسلوب النوار الجديد إل. إيه كونفيدنتال (إل. إيه سري للغاية) (1997)، والفيلم الدرامي باي إت فوروورد (إسداء الخدمات) (2000)، وفيلم الخيال العلمي كيه. باكس (2001)، والفيلم الموسيقي بيوند ذا سي (2004)، وفيلم بطل خارق سوبرمان ريترنز (عودة سوبرمان) (2006)، وفيلم الإثارة بيبي درايفر (2017).
في مسرح برودواي، فاز سبيسي بجائزة توني في عام 1991 عن دوره في فيلم لوست إن يونكرز. في عام 2017، وقدم حفل توزيع جوائز توني الواحد والسبعين. كان المدير الفني لمسرح أولد فيك في لندن من عام 2004 حتى تنحيه في منتصف عام 2015. بين عامي 2013 و2017، لعب سبيسي دور فرانك أندروود في مسلسل هاوس أوف كاردز (بيت البطاقات) الدرامي السياسي من إنتاج نتفليكس، ونال عن هذا الدور: جائزة غولدن غلوب لأفضل ممثل- مسلسل تلفزيوني دراما، بالإضافة إلى جائزتي نقابة ممثلي الشاشة المتتاليتين لأفضل أداء متميز من قبل ممثل ذكر في مسلسل درامي.
في أكتوبر من عام 2017، اتهم الممثل أنتوني راب الممثل سبيسي بالتحرش الجنسي له في عام 1986، أي عندما كان راب في الرابعة عشرة من عمره. وزعم بعد ذلك العديد من الرجال الآخرين بتحرش سبيسي الجنسي بهم أو اعتدائه عليهم. في ديسمبر من عام 2018، وُجهت إلى سبيسي تهمة الاعتداء الفاحش والتهجم بسبب اتهام المذيعة هيذر أونروه لسبيسي بالاعتداء الجنسي على ابنها البالغ من العمر 18 عامًا، لكن بحلول يوليو من عام 2019، أُسقطت عنه التهمة الجنائية.
نتيجة الادعاءات السابقة، قطعت نتفليكس علاقاتها مع سبيسي، وعلقت فيلمه غور ومنعت مشاركته في الموسم الأخير من مسلسل هاوس أوف كاردز. أعاد الممثل كريستوفر بلامر تصوير دور سبيسي «ج. بول جيتي» في فيلم المخرج ريدلي سكوت المعنون أول ذا موني إن ذا وورد (كل المال في العالم) (2017). في عام 2018، عُرض فيلم بليونير بويز كلوب (الذي انتهى تصويره قبل ظهور الادعاءات) دون تغيير دور سبيسي فيه.

## الترشيحات لجائزة الأوسكار
- أفضل ممثل مساعد عام 1996 عن فيلم The Usual Suspects وفاز بها.
- أفضل ممثل رئيسي عام 2000 عن فيلم American Beauty وفاز بها.

## الترشيحات لجائزة الغولدن غلوب
- أفضل ممثل مساعد عام 1996 عن فيلم The Usual Suspects
- أفضل ممثل رئيسى عام 2000 عن فيلم American Beauty
- أفضل ممثل رئيسى عام 2002 عن فيلم أخبار الشحن
- أفضل ممثل في فيلم موسيقى أو كوميدى عام 2005 عن فيلم Beyond the Sea
- أفضل ممثل في مسلسل قصير أو فيلم تليفزيونى عام 2009 عن فيلم Recount
- أفضل ممثل أستعراضى أو كوميدى عام 2011 عن فيلم Casino Jack

## روابط خارجية
- كيفين سبيسي على موقع IMDb (الإنجليزية)
- كيفين سبيسي على موقع الموسوعة البريطانية (الإنجليزية)
- كيفين سبيسي على موقع روتن توميتوز (الإنجليزية)
- كيفين سبيسي على موقع مونزينجر (الألمانية)
- كيفين سبيسي على موقع قاعدة بيانات الأفلام العربية
- كيفين سبيسي على موقع ألو سيني (الفرنسية)
- كيفين سبيسي على موقع ميوزك برينز (الإنجليزية)
- كيفين سبيسي على موقع تيرنر كلاسيك موفيز (الإنجليزية)
- كيفين سبيسي على موقع أول موفي (الإنجليزية)
- كيفين سبيسي على موقع بوكس أوفيس موجو (الإنجليزية)